# Vlinderexantheem

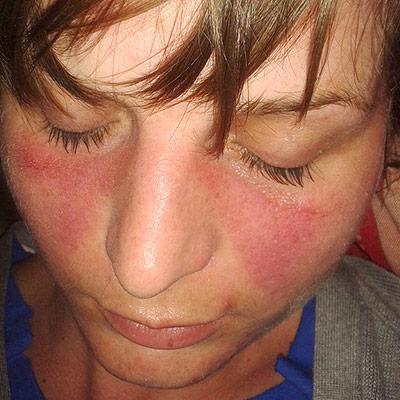
Vlindervormige uitslag bij een patiënt met systemische lupus

Vlinderexantheem of simpelweg vlinderuitslag, is een rode tot paarskleurige huiduitslag die zich voordoet op de neusbrug, onder de ogen en rond de wangen. Het kan gepaard gaan met een gevoel van gelokaliseerde warmte. De huid kan enigszins schilferig aanvoelen. Het is geen syndroom op zich, maar kan een symptoom zijn van een onderliggende systemische aandoening.

## Oorzaken
De vlinderuitslag kan uitgelokt worden door blootstelling aan zon, hetgeen weer een symptoom kan zijn van een andere aandoening. Het is een belangrijk kenmerk van systemische lupus erythematodes, maar het komt niet altijd voor. Het wordt ook wel gezien bij het syndroom van Bloom en de ziekte van Lyme.

## Differentiële diagnose

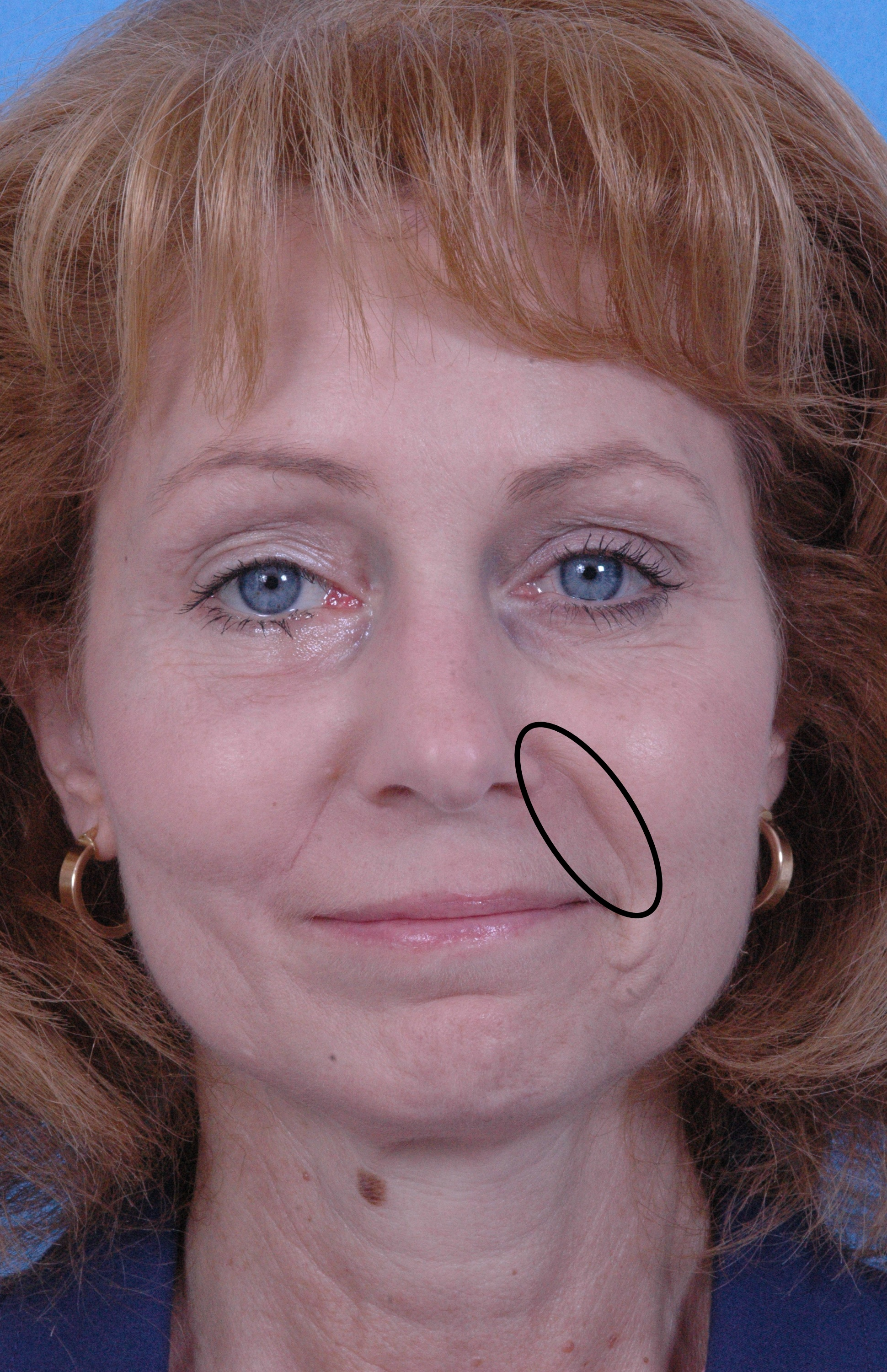
De nasolabiale regio (omringd) is bij het vlinderexantheem niet aangedaan en kan daardoor onderscheiden worden van andere huidaandoeningen.

Een vlinderuitslag dient niet te verward worden met verbranding door de zon. Tevens is de aandoening niet hetzelfde als rosacea. In tegenstelling tot rosacea blijft de nasolabiale regio (rond de mondhoeken) bespaard van roodheid en is er van puistjes geen sprake. Bovendien is de vlinderuitslag relatief symmetrisch.